# Жозеф Верле
Жозеф «Жуль» Верле (фр. Joseph  "Jules" Verlet, 16 серпня 1883, Аньєр-сюр-Сен — 22 липня 1924, Ренн) — французький футболіст, що грав на позиції захисника за «Париж» та «СА Парі», а також pf національну збірну Франції.

## Клубна кар'єра
У дорослому футболі дебютував 1903 року виступами за команду «Париж», в якій провів три сезони. 
1906 року перейшов до клубу «СА Парі», за який відіграв 6 років. Завершив професійну кар'єру футболіста виступами за команду «Шарантон» у 1912 році.

## Виступи за збірну
1904 року дебютував в офіційних матчах у складі національної збірної Франції.
Був капітаном умовно другої з двох команд, що представляли Францію на футбольному турнірі на Олімпійських іграх 1908 року в Лондоні.
Загалом протягом кар'єри в національній команді, яка тривала 8 років, провів у її формі 6 матчів, забивши один гол.
Помер 22 липня 1924 року на 41-му році життя в Ренні.